# Sördalens konsthjul
Konsthjulet och konstgången i Sördalen är en rekonstruktion av en äldre kraftöverföringsanläggning i Säterdalen vid Säter i Dalarna. Här driver vattenkraften från Ljusterån ett vattenhjul med tillhörande konstgång (stånggång). Säterkonsten som det också kallas betraktades under 1700-talet som ett av Dalarnas sju underverk.
Konsthjulet och konstgången i Sördalen ingår i kulturslingan Silverringen, som gör Dalarnas bergslagshistoria turistiskt tillgänglig och besökaren får en möjlighet att följa järnets och silvrets väg från gruva till hammare. Konsthjulets och konstgångens funktion visas på begäran av hembygdsföreningen under sommarmånaderna.

## Historik

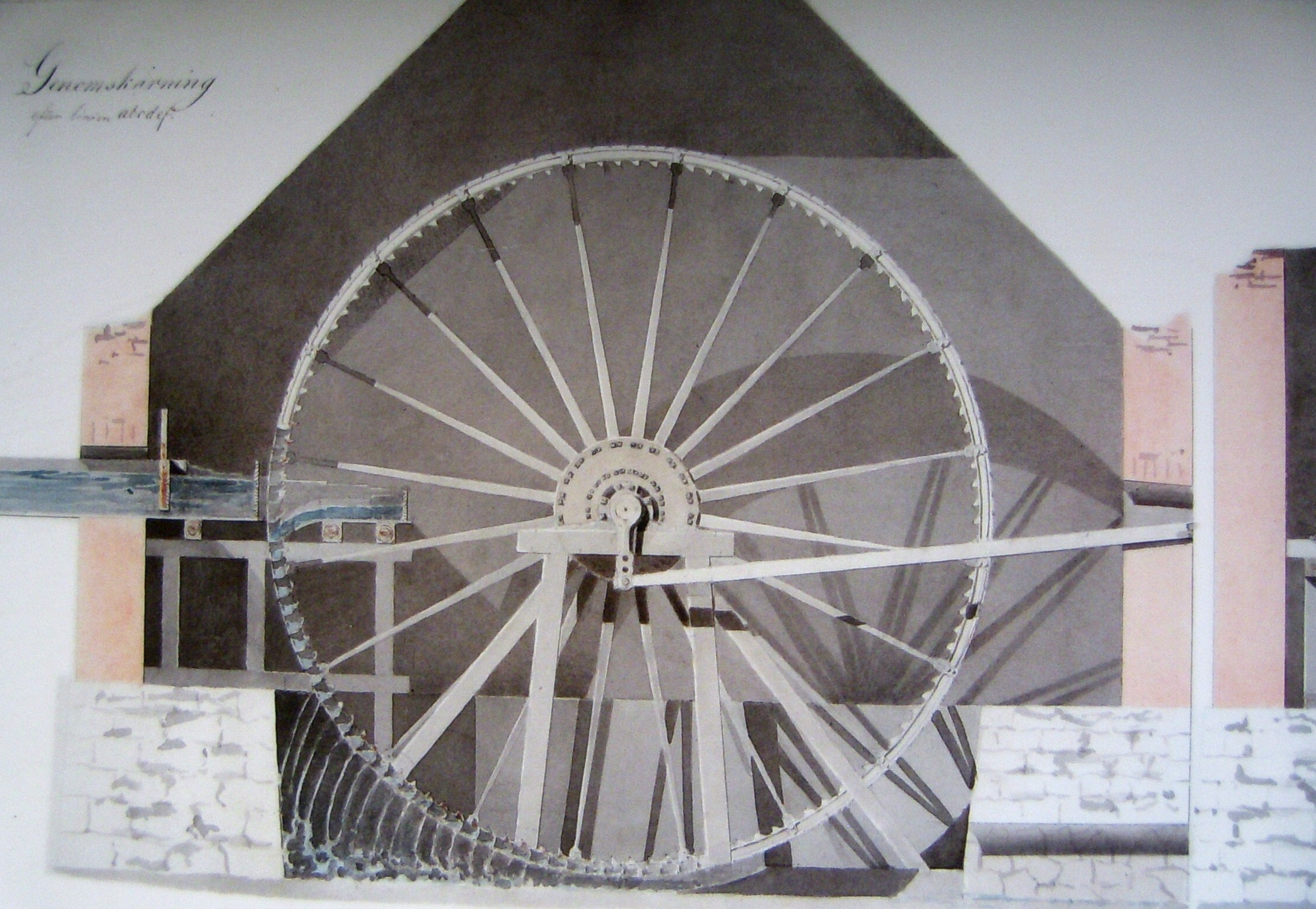
Ritning till konsthjulet i Sördalen, 1834.

Den första anläggningen uppfördes 1609 för att förse Bispbergs gruva med kraft för uppfordring av malm och för vattenpumpar. Redan tidigare hade Ljusteråns fallhöjd nyttjas för olika industriella ändamål. Fullt utbyggd hade stånggången en längd av 2,5 kilometer. Innan man kunde överföra kraft mellan två geografiska punkter med hjälp av elektricitet var mekaniska stånggångar den enda möjligheten. Överföringsförlusterna var stora, ändå fanns stånggången mellan Ljusterån och Bispbergs gruva i drift ända fram till 1921. En uppmätning visade effekten av 16 hästkrafter vid hjulet, efter 2,5 kilometer stångång fanns tre hästkrafter kvar att driva uppfordringsverk och pumpar.
Stånggången för Bispbergs gruva var en stor investering men järnmalmen hade mycket hög kvalitet att det lönade sig. Under årens lopp utfördes omfattande reparationer och ombyggnader på konstgången, bland annat av Christopher Polhem år 1698. Vid kraftiga vårfloder brast dammen ett flertal gånger och anläggningen stod stilla under flera år, vilket betydde att även gruvdriften fick ligga nere. 
Det nuvarande hjulhuset byggdes 1740, men vattenhjulet inne i huset är en rekonstruktion från 1999. Vattenhjulet som drivs av Ljusteråns vattenkraft har en diameter av 8,5 meter och konstruerades av Gustaf af Uhr. Hjulet är ett så kallat bröstfallshjul, vilket innebär att vattnet som leds in i hjulhuset träffar vattenhjulet ungefär på mitten. Den ursprungliga konstgången är borta för länge sedan men man kan följa den gamla sträckningen genom landskapet ända fram till gruvområdet. Idag finns ett trettiotal meter av konstgången som rekonstruktion närmast hjulhuset.

## Bilder

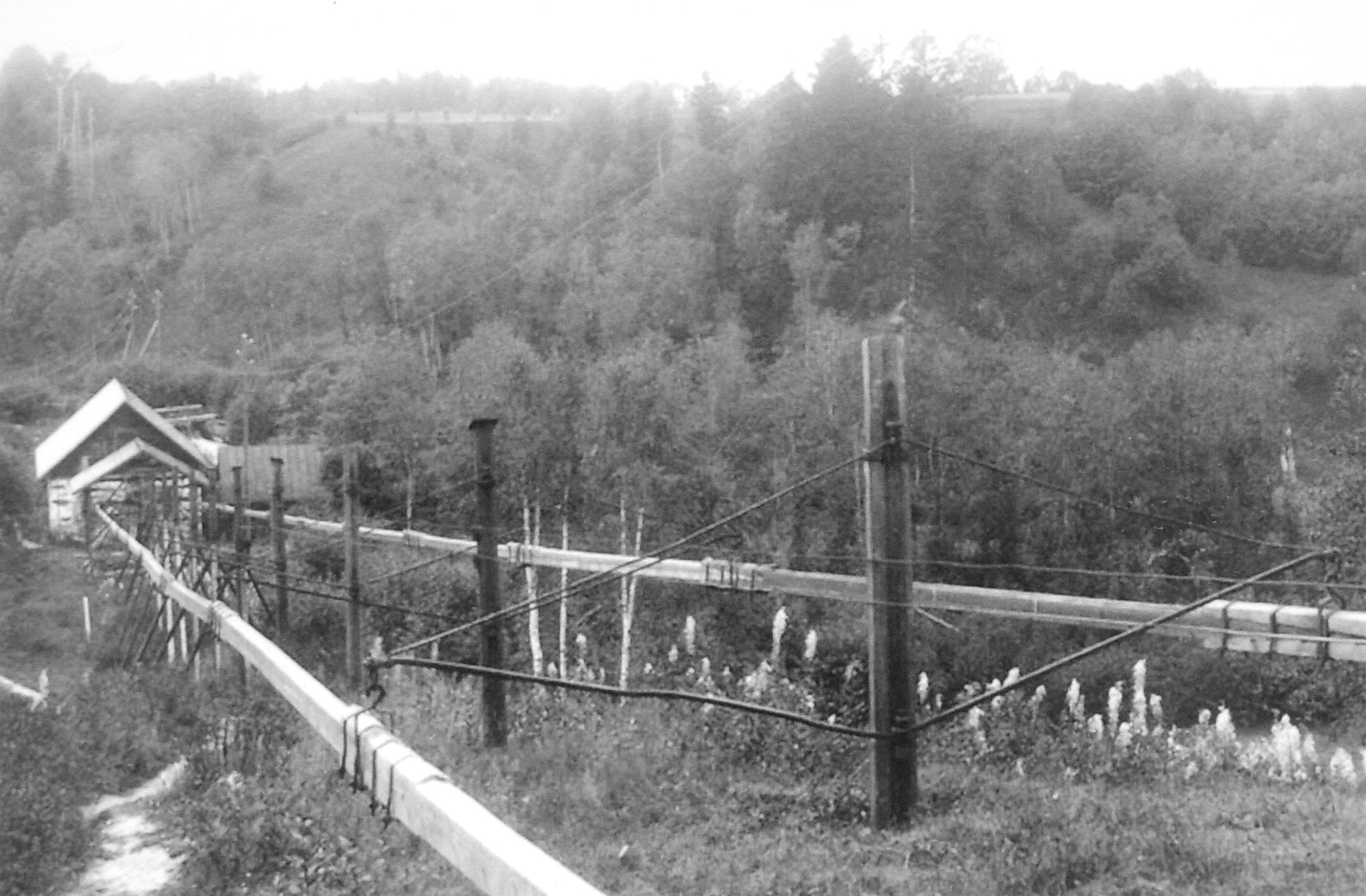
Konstgången vid Sördalen 1910-1921
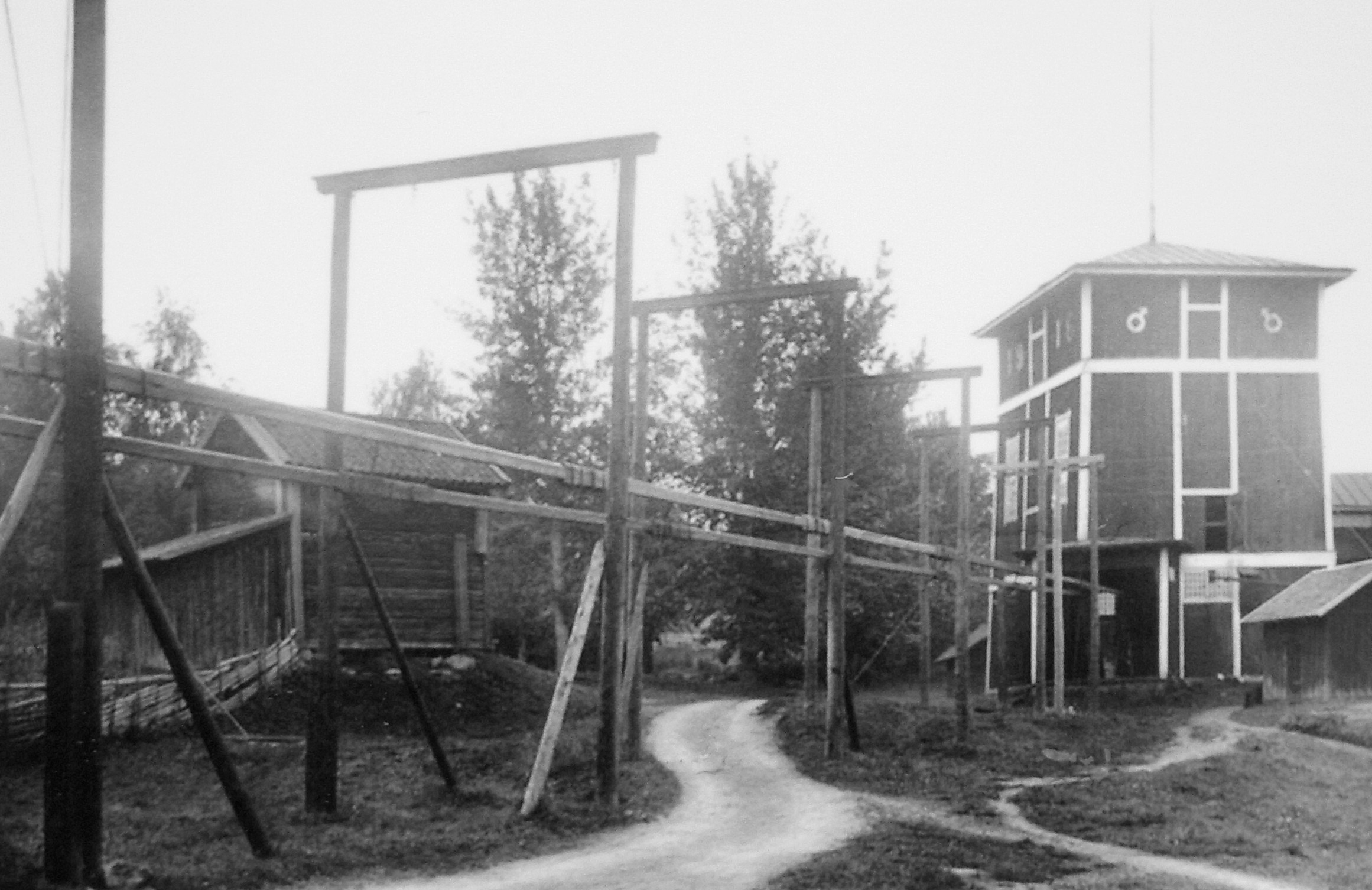
Konstgången vid Bispbergs gruva 1910-1921
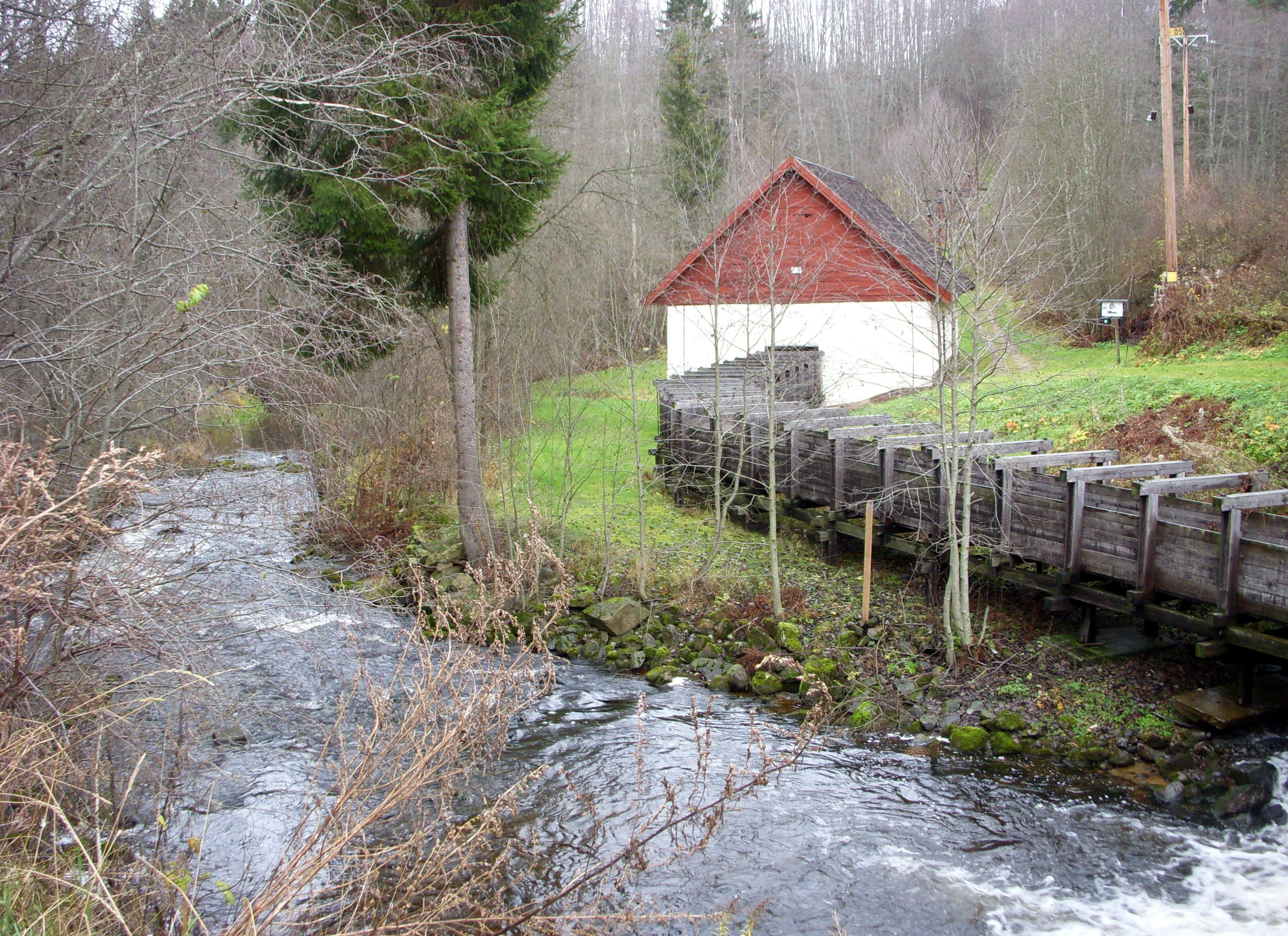
Ljusterån och konsthuset, oktober 2011
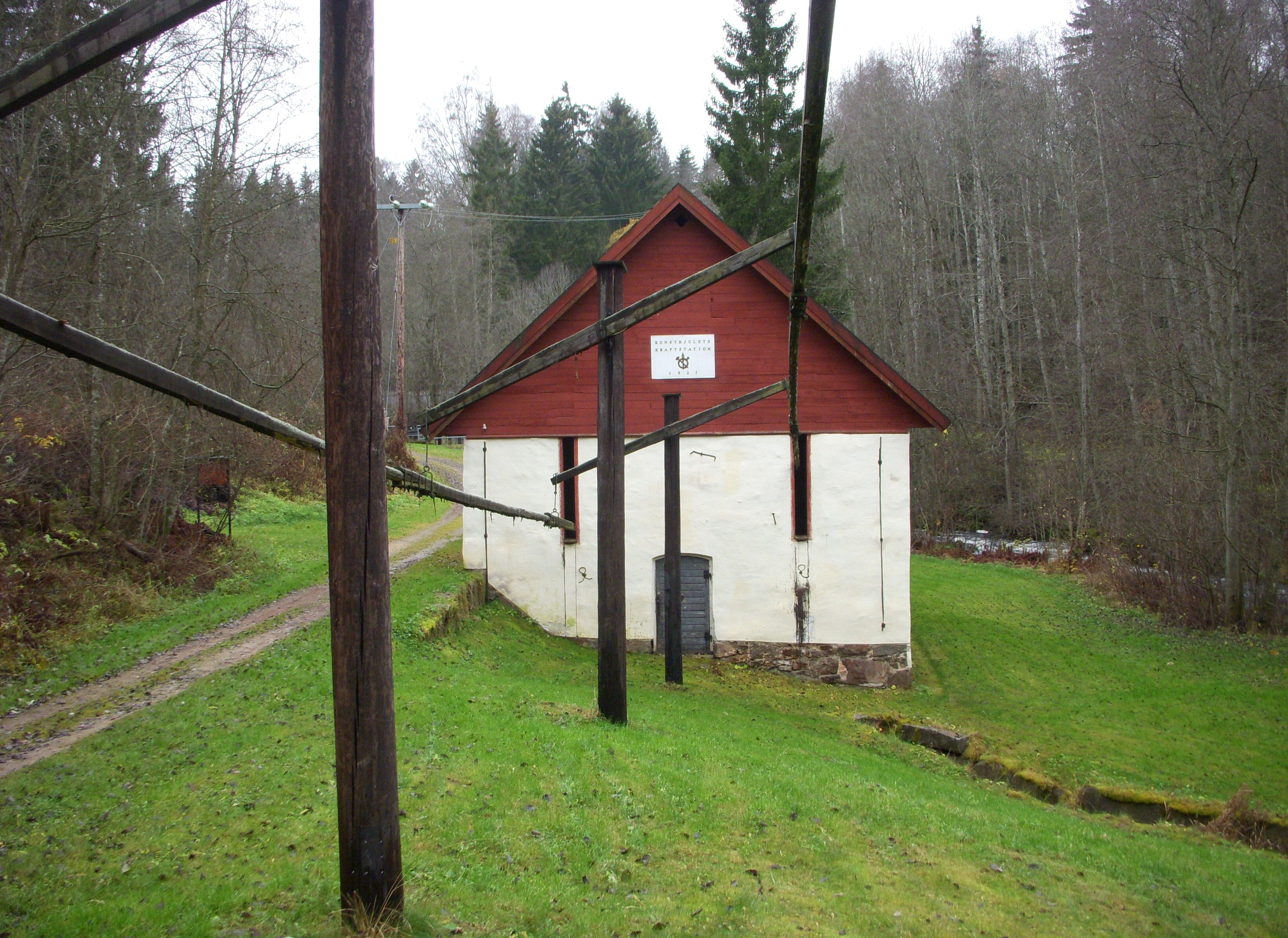
Stånggången och konsthuset, oktober 2011
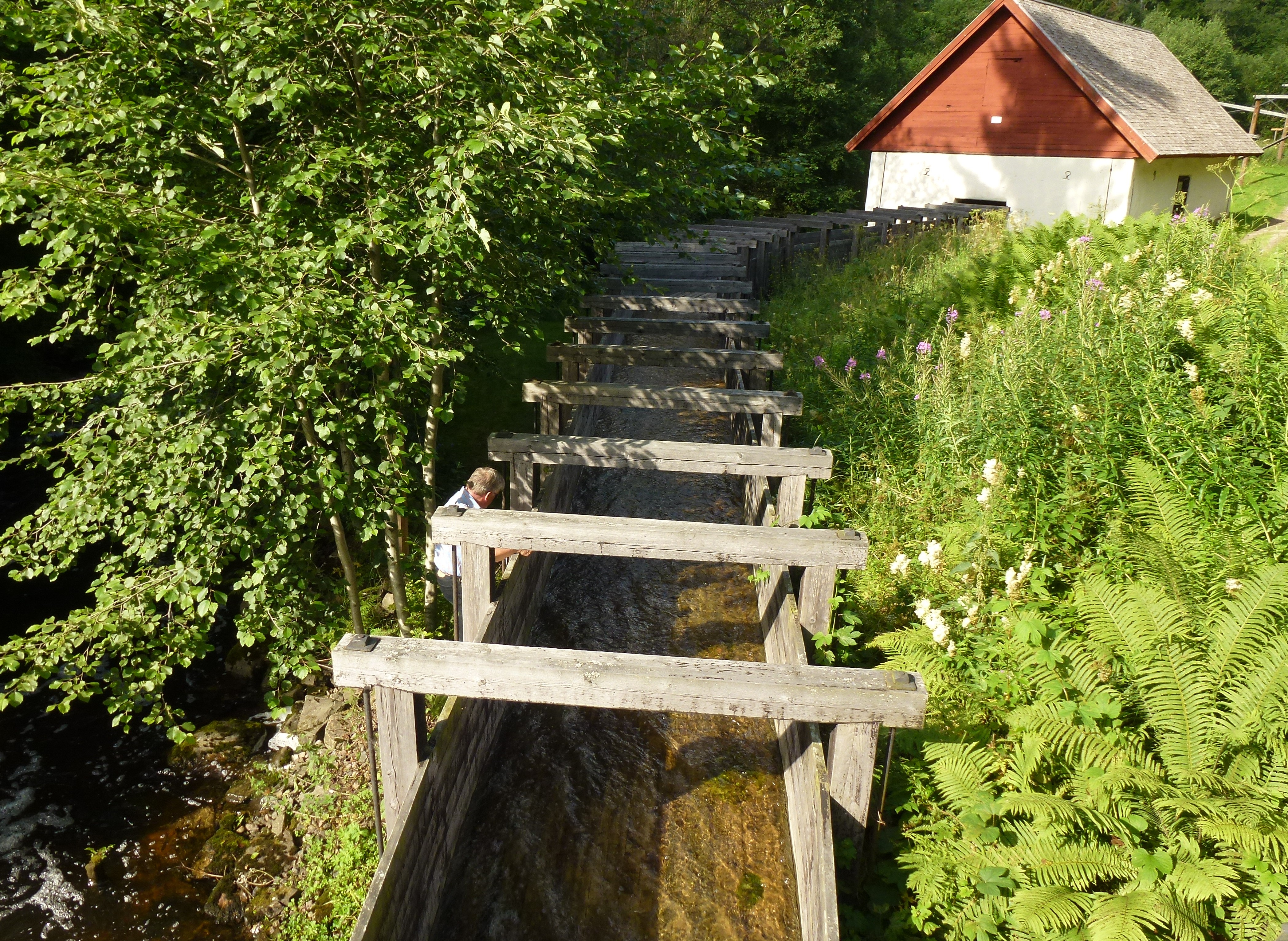
Konstrännan öppnas för vattentillförsel
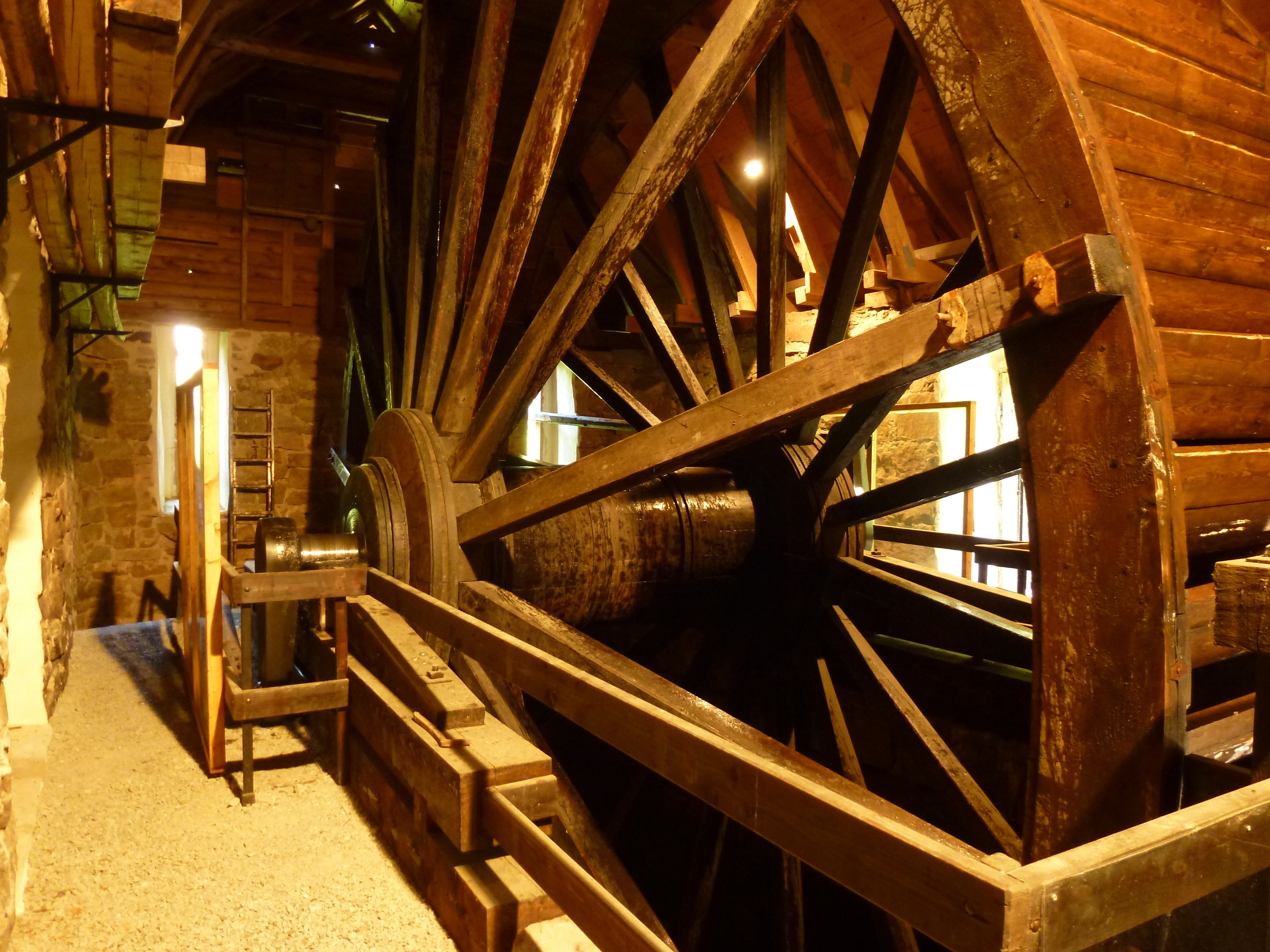
Sördalens konsthjul
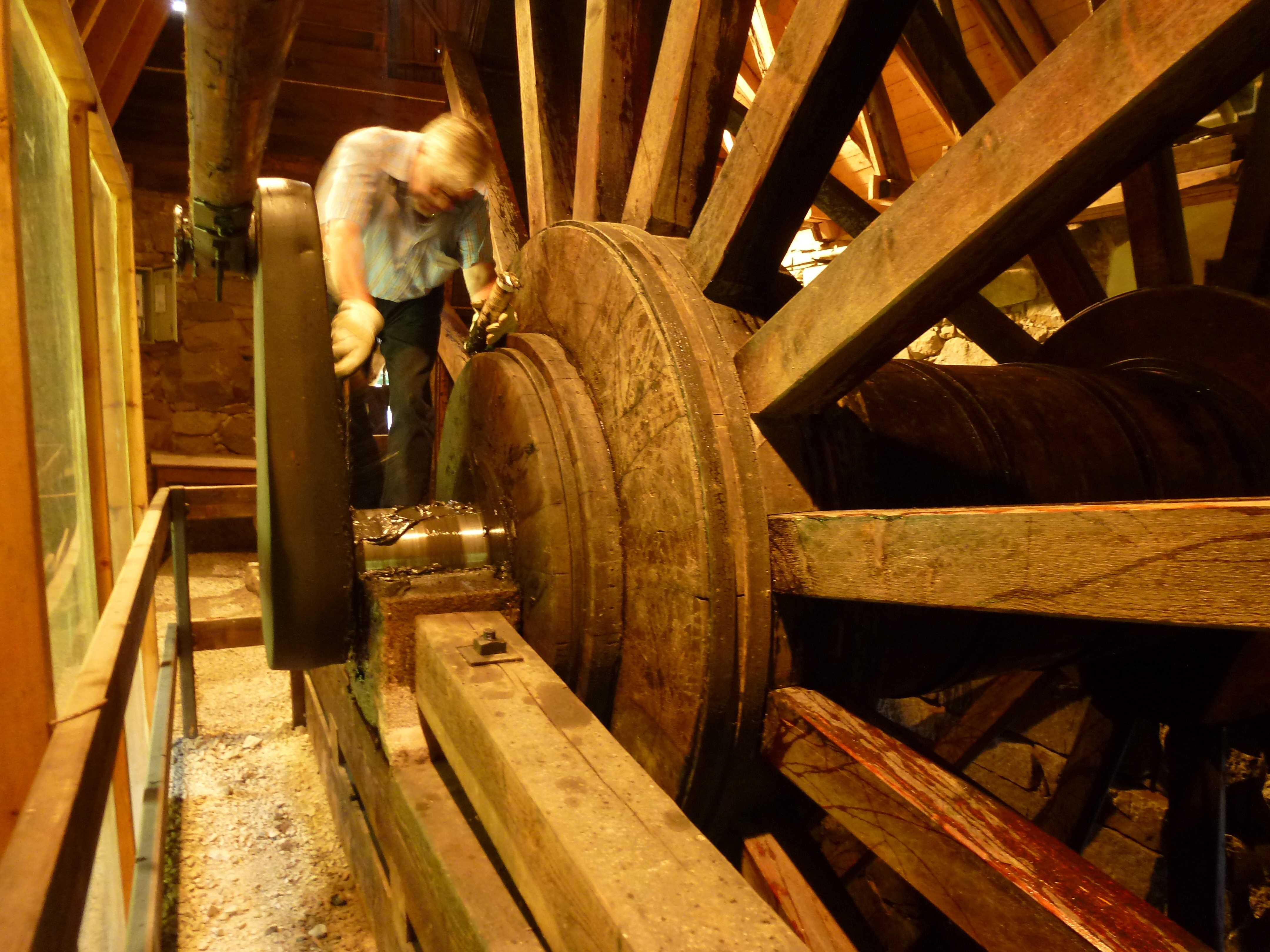
Lagret smörjas med fett
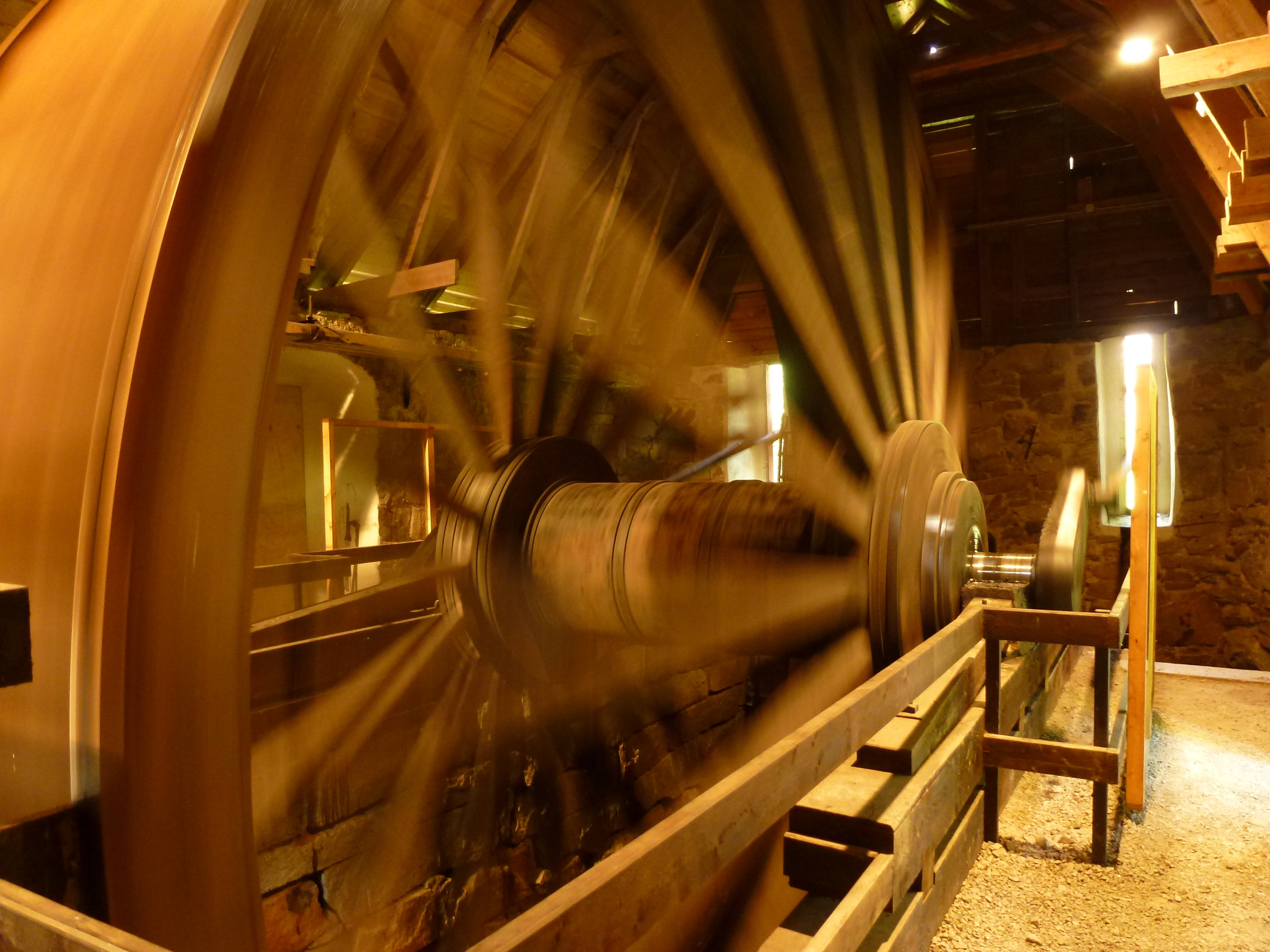
Hjulet igång